# 63-й гвардейский истребительный авиационный полк
63-й гвардейский истребительный авиационный Виленский ордена Кутузова полк (63-й гв. иап) — авиационный полк в составе ВВС РККА во время Великой Отечественной войны и Войск ПВО страны в послевоенное время

## История
- 8 сентября 1940 года Военным Советом Московского военного округа было принято решение о формировании нового 169-го истребительного авиационного полка с дислокацией в городе Ржеве;

- с марта 1941 года 169 ИАП вошёл в состав Военно-Воздушных Сил как полностью сформированная и укомплектованная боевая единица;
- с 25 июня 1941 года принимал участие в боях Великой Отечественной войны[1];
- 18 марта 1943 года за образцовое выполнение боевых задач и проявленные при этом мужество и героизм приказом НКО СССР № 128 преобразован в 63-й гвардейский истребительный авиационный полк[2];
- 26 апреля 1943 года командир 1-го гвардейского истребительного авиационного корпуса генерал-лейтенант авиации Белецкий вручил гвардейское знамя командиру полка;
- 22 октября 1944 года Указом Президиума Верховного Совета полк за образцовое выполнение заданий командования в боях с немецко-фашистскими захватчиками при прорыве сильно укреплённой обороны противника восточнее г.Рига и проявлении при этом доблести и мужества награждён орденом Кутузова III степени. 10 ноября состоялось вручение ордена;
- с 1945 до 1948 года входил в состав Группы Советских Войск в Германии;
- 28 сентября 1948 года передислоцирован в Советский Союз на аэродром Смоленск и вошёл в состав 32 истребительного корпуса ПВО и 3 гвардейской истребительной авиационной дивизии[3];
- 20 февраля 1949 года переименован в 641-й гвардейский ордена Кутузова III степени истребительный авиационный полк противовоздушной обороны и вошёл в состав 98-й гвардейской истребительной авиационной Брянской Краснознамённой ордена Суворова дивизии[4];
- 25 декабря 1950 года полк вошел в состав 26-й истребительной авиационной дивизии[4] 22-й воздушной армии Северного военного округа и перебазирован на аэродром Бесовец.
- с 1972 года полк дислоцировался в районах Крайнего Севера:

с сентября 1972 года на острове Новая Земля аэродроме Рогачево;
с 1993 года на Кольском полуострове аэродроме Африканда;
с 2002 года на Кольском полуострове аэродроме Килп-Явр;
- 1 сентября 1993 года переименован в 470-й гвардейский Виленский ордена Кутузова истребительный авиационный полк[4];
- в 2001 году полк был расформирован. Все регалии полка передали 941-му истребительно-авиационному полку Кольского соединения ПВО. Переименован в 9-й гвардейский Виленский ордена Кутузова истребительный авиационный полк[4];
- осенью 2009 года 9-й гвардейский Виленский ордена Кутузова истребительный авиационный полк расформирован в ходе Реформы Вооружённых сил Российской Федерации[4].

## Вооружение
К моменту начала войны имел в боевом составе 50 единиц И-153. К сентябрю 1941 года перешёл на МиГ-3. В январе 1942 года освоен ЛаГГ-3. После переформирования с ноября 1942 года — Ла-5, с июля 1944 года перевооружился на Ла-7.
1 сентября 1948 года полк получил самолёты Як-15, стал осваивать Як-17.
С 1950 года — МиГ-15, с мая 1953 года начал осваивать МиГ-17. С 1957 года по 1962 год в составе полка была эскадрилья МиГ-19.
В 1964 году перевооружён Як-28П. С августа 1987 года полк бессменно летал на Су-27.

## Результаты
Сбито 382 самолёта противника:
- истребителей — 272
- бомбардировщиков — 100
- прочих типов — 10

## Боевые потери
За время боёв полк потерял 89 человек личного состава и 116 самолётов.

## Командование
- майор Богачёв Никита Григорьевич (сентябрь 1940 — июнь 1941)
- капитан Угроватов Пётр Васильевич (2 июня 1941 — 6 ноября 1941)[3]
- батальонный комиссар Васичкин Иван Георгиевич (4 декабря 1941 — 17 февраля 1942; погиб)[3]
- подполковник Иванов Николай Павлович (18 февраля 1942 — 7 августа 1943; погиб)[3]
- подполковник Федотов Андрей Андреевич (13 августа 1943 — 15 декабря 1943; погиб)[3]
- майор Числов Александр Михайлович (17 декабря 1943 — 22 февраля 1944)[3]
- подполковник Горбатюк Евгений Михайлович (22 февраля 1944 — 17 ноября 1944)[3]
- майор, подполковник Шишкин Александр Павлович (18 ноября 1944 — 1947)
- гв. майор Медведев Василий Семёнович (14 декабря 1947 — 25 августа 1949)
- гв. подполковник Кухаренко Николай Григорьевич (25 августа 1949[6] — 28 декабря 1950)
- гв. подполковник Михайлов Анатолий Иванович (28 декабря 1950 — 10 марта 1953)
- гв. подполковник Петров Михаил Григорьевич (10 марта 1953 — 2 июня 1955)
- гв. подполковник Самсонов Алексей Владимирович (2 июня 1955 — 8 октября 1957)
- гв. подполковник Мартьянов Николай Иванович (19 октября 1957 — 23 марта 1962)
- гв. полковник Соколов Алексей Иннокентьевич (23 марта 1962 — 18 августа 1965)
- гв. полковник Шкурко Евгений Прокофьевич (18 августа 1965—1968)
- гв. полковник Алёхин Юрий Григорьевич (декабрь 1969 — 1 февраля 1974)
- гв. полковник Ермаков Олег Николаевич (1 февраля 1974 — 7 августа 1975)
- гв. полковник Неживой Павел Филиппович (7 августа 1975 — 18 сентября 1979)
- гв. подполковник Павлов Николай Николаевич (18 сентября 1979 — 25 июня 1982)
- гв. полковник Горбунов Александр Александрович (25 июня 1982—1985)
- гв. подполковник Карапетян Мартин Короевич (1985 — 17 июня 1989)
- гв. подполковник Фалеев Михаил Александрович (17 июня 1989 — 26 апреля 1990)
- гв. подполковник Крючков Владимир Евгеньевич (26 апреля 1990—1993)
- гв. полковник Шаров Александр Аркадьевич (29 декабря 1993 — апрель 1996)
- гв. полковник Истомин Александр Леонидович (апрель 1996 − 2001)

## Участие в операциях и битвах
- Курская битва:
  - Орловская операция «Кутузов» — с 12 июля 1943 года по 18 августа 1943 года.
- Брянская операция — с 17 августа 1943 года по 3 октября 1943 года.
- Городокская операция — с 13 декабря 1943 года по 31 декабря 1943 года.
- Белорусская наступательная операция «Багратион»:
  - Витебско-Оршанская операция — с 23 июня 1944 года по 28 июня 1944 года.
  - Минская операция — с 29 июня 1944 года по 4 июля 1944 года.
  - Шяуляйская операция — с 5 июля 1944 года по 31 июля 1944 года.
- Прибалтийская операция:
  - Рижская операция — с 14 сентября 1944 года по 22 октября 1944 года.
  - Мемельская операция — с 5 октября 1944 года по 22 октября 1944 года.
- Восточно-Прусская операция — с 13 января 1945 года по 25 апреля 1945 года.
- Берлинская стратегическая наступательная операция — с 16 апреля 1945 года по 8 мая 1945 года.

## Награды и наименования
- 63-му гвардейскому истребительному авиационному полку за отличие в боях за овладение городом Вильнюс 25 июля 1944 года присвоено почётное наименование «Виленский»[7].
- 63-й гвардейский Виленский истребительный авиационный полк 22 октября 1944 года Указом Президиума Верховного Совета СССР за образцовое выполнение заданий командования в боях с немецкими захватчиками при прорыве обороны противника юго-восточнее города Рига и проявленные при этом доблесть и мужество награждён Орденом Кутузова III степени[8].

## Благодарности Верховного Главнокомандующего
- За овладение городом Лида[9]
- За овладение городом Елгава (Митава)[10]
- За прорыв обороны противника северо-западнее и юго-западнее города Шяуляй[11]

## Герои Советского Союза и Российской Федерации
- капитан Греков Леонид Игнатьевич (27 декабря 1941, посмертно)
- лейтенант Гражданинов Павел Андреевич (1 мая 1943, посмертно). Навечно зачислен в списки 2 авиационной эскадрильи 4 мая 1965 года.
- майор Федотов Андрей Андреевич (1 мая 1943). Навечно зачислен в списки 1 авиационной эскадрильи 18 июня 1968 года.
- гвардии старший лейтенант Маресьев Алексей Петрович (24 августа 1943). Приказом МО СССР от 20 апреля 1985 года зачислен навечно в списки полка.
- гвардии подполковник Иванов Николай Павлович (2 сентября 1943, посмертно)
- гвардии майор Числов Александр Михайлович (11 сентября 1943)
- гвардии майор Березуцкий Иван Михайлович (23 февраля 1945)
- гвардии майор Воронько Александр Григорьевич (23 февраля 1945)
- гвардии майор Пашкевич Алексей Васильевич (23 февраля 1945)
- гвардии подполковник Горбатюк Евгений Михайлович (18 ноября 1944)
- гвардии подполковник Шишкин Александр Павлович
- гвардии старший лейтенант Савельев Василий Антонович